# Верхні Курчалі
Верхні Курчалі (рос. Верхние Курчали) — село у Веденському районі Чечні Російської Федерації.
Населення становить 218 осіб. Входить до складу муніципального утворення Курчалінське сільське поселення.

## Історія
Згідно із законом від 20 лютого 2009 року органом місцевого самоврядування є Курчалінське сільське поселення.

## Населення
| 1990 | 2002 | 2010 |
| ---- | ---- | ---- |
| 270  | ↘0   | ↗218 |